# Ed Pimm
Ed Pimm (ur. 3 maja 1956 roku w Dublinie) – amerykański kierowca wyścigowy.

## Kariera
Pimm rozpoczął karierę w międzynarodowych wyścigach samochodowych w 1980 roku od startów w Amerykańska Formule Super Vee Robert Bosch/Valvoline Championship, gdzie trzykrotnie stawał na podium. Z dorobkiem 55 punktów został sklasyfikowany na szóstej pozycji w końcowej klasyfikacji kierowców. Trzy lata później został mistrzem tej serii. W późniejszym okresie Amerykanin pojawiał się także w stawce IMSA GTU Championship, Północnoamerykańskiej Formuły Mondial, CART Indy Car World Series, Indianapolis 500 oraz NASCAR Winston Cup.
W CART Indy Car World Series Pimm startował w latach 1984-1988. Najlepszy wynik Amerykanin osiągnął w 1985 roku, kiedy raz stanął na podium. Uzbierane 45 punktów dało mu trzynaste miejsce w klasyfikacji generalnej.